# Nasielsk
Nasielsk é uma cidade da Polónia, na voivodia de Mazóvia e no condado de Nowodworski (mazowiecki). Estende-se por uma área de 12,67 km², com 7222 habitantes, segundo os censos de 2004, com uma densidade 570 hab/km².